# Bruno Gerber (Eishockeyspieler)
Bruno Gerber (* 2. Februar 1936 in Bern; † 21. Mai 2005 in Davos) war ein Schweizer Eishockeyspieler und -trainer sowie zwischen 1980 und 2000 Direktor von Davos Tourismus.

## Karriere
Der Defensivspieler Gerber war nachweislich von mindestens 1953 bis 1962 für den SC Bern aktiv, mit dem er 1959 unter Cheftrainer Ernst Wenger die Schweizer Meisterschaft gewann.
Als Cheftrainer stand er von 1992 bis 1995 beim SC Unterseen-Interlaken hinter der Bande.
Nach seiner Karriere als Eishockeyspieler war Gerber zunächst als Kongressmanager sowie Kurdirektor in Wengen tätig. Anschließend war er ab 1980 in gleicher Position in Davos tätig. Später wurde er Direktor von Davos Tourismus. Ab 1986 forcierte er die Gründung des Sport-Gymnasiums Davos, gründete mehrere Stiftungen und Fördervereine in Davos. Sein persönlicher Einsatz für den Bau des Kirchner Museums Davos führte zur Gründung dieser international anerkannten Einrichtung im September 1992.
Gerber verstarb im Mai 2005 in Davos.

### International
Für die Schweiz stand Gerber bei den A-Weltmeisterschaften 1959 und 1962 sowie der B-Weltmeisterschaft 1961 auf dem Eis.